# Epophthalmia elegans
Epophthalmia elegans – gatunek ważki z rodziny Macromiidae. Występuje w Chinach, obu Koreach, Japonii, w południowej części Rosyjskiego Dalekiego Wschodu oraz na filipińskiej wyspie Luzon.